# The Silver Cigarette Case
The Silver Cigarette Case è un cortometraggio muto del 1913 diretto da Van Dyke Brooke.

## Trama
Avendo scialacquato tutta la sua fortuna, Leslie Torrence si mette a corteggiare Rita Patten, la figlia di un milionario. La ragazza confida a Hawley, un medico suo amico di lunga data, del suo prossimo fidanzamento e il dottore non sa come metterla sull'avviso, conoscendo la fama di Leslie, che, tra l'altro, ha infranto una promessa di matrimonio con una bellissima cantante. Quest'ultima, Lola di Paolo, leggendo la notizia del fidanzamento, decide di vendicarsi della donna che le ha portato via l'amato. Per mezzo del suo manager, ottiene un invito alla festa di fidanzamento, un ballo mascherato cui partecipa anche Hawley. Lola si presenta vestita da uomo, spacciandosi per tale conte Rostrand. Nel corso della serata, si intrattiene anche con Hawley, al quale offre una sigaretta dal suo portasigarette. Lui ammira l'oggetto per la sua raffinata fattura e nota, al dito del "conte", anche un bellissimo anello. Appena Rita viene lasciata sola per qualche momento dal fidanzato, Lola approfitta per avvicinarsi e immergerle un pugnale nel petto. Poi, nella confusione, riesce a fuggire.
Hawley si occupa della ragazza ferita e se ne prende cura. Un paio di settimane più tardi, Rita è sulla via della guarigione. Intanto Lola, in preda al rimorso, soffre di crisi di nervi. Fa chiamare un medico che altri non è che Hawley, il quale riconosce subito sia il portasigarette della malata sia il suo anello. Messa alle strette, Lola confessa il suo crimine e accetta di andare da Rita per raccontarle la sua storia. Quando la ragazza scopre il doppio gioco di Torrence, rompe il fidanzamento. Devono passare però due anni prima che Rita finalmente accetti di sposare il fedele Hawley che l'ha attesa per tutto quel tempo.

## Produzione
Il film fu prodotto dalla Vitagraph Company of America.

## Distribuzione
Distribuito dalla General Film Company, il film - un cortometraggio in una bobina - uscì nelle sale cinematografiche statunitensi il 16 giugno 1913.